# Stadtkirche Golßen

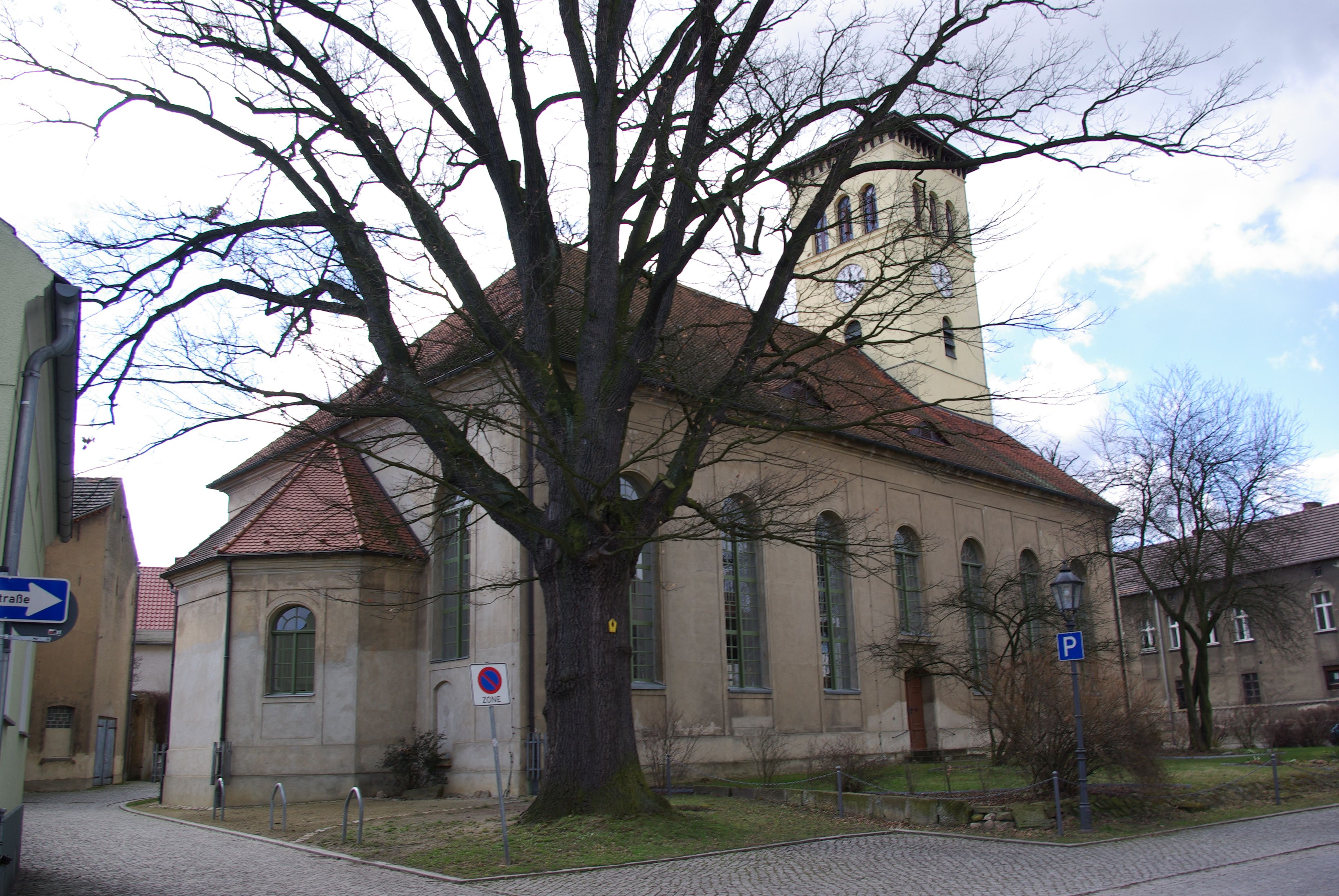
Stadtkirche Golßen

Die evangelische Stadtkirche Golßen ist eine klassizistische Saalkirche aus dem Anfang des 19. Jahrhunderts in Golßen, einer Stadt im Landkreis Dahme-Spreewald im Land Brandenburg. Die Kirchengemeinde gehört zum Kirchenkreis Niederlausitz der Evangelischen Kirche Berlin-Brandenburg-schlesische Oberlausitz.

## Lage
Die Schulstraße verläuft von Nordwesten kommend in südöstlicher Richtung auf den historischen Dorfanger zu. Von ihr geht in südwestlicher Richtung die Georg-Wolfgang-Wedel-Straße ab. Südlich dieser Kreuzung steht die Kirche inmitten einer dichten Wohnbebauung auf einem Grundstück, das nicht eingefriedet ist.

## Geschichte
Golßen geht in seiner Gründung auf eine deutsche Ostsiedlung aus dem 12. Jahrhundert zurück. In den umliegenden Dörfern entstanden nach dieser Zeit die für die Region typischen Dorfkirchen, beispielsweise die Dorfkirche Altgolßen aus dem Anfang des 14. Jahrhunderts. Ob es in der Stadt einen Vorgängerbau gab, ist bislang nicht überliefert. Von 1811 bis 1820 errichtete der Maurermeister Jacob aus Jüterbog – der beispielsweise auch die Dorfkirche Gehren erbaute – den Sakralbau. Er arbeitete dabei nach Plänen des Berliner Baurats Colberg. Erst 1845 entstand der quadratische Kirchturm. In den Jahren 1963 und 1964 rekonstruierten Maler die helle Raumfassung nach historischen Vorlagen.

## Baubeschreibung

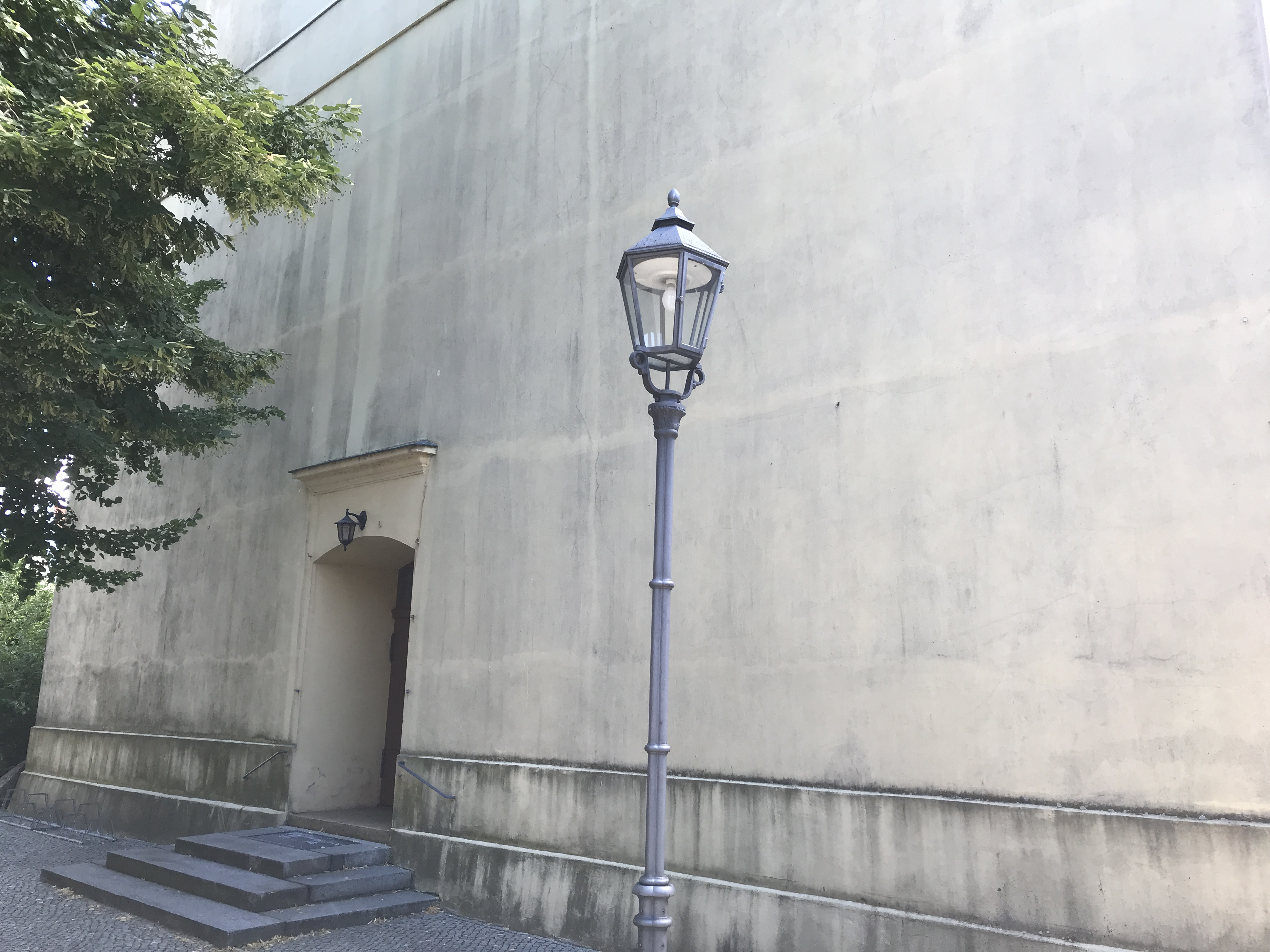
Westportal

Jacob verwendete für den Bau im Wesentlichen Mauersteine, die anschließend verputzt wurden. Die Umrisse des Bauwerks werden durch einen profilierten Sockel sowie eine profilierte Voute am Übergang zur Dachtraufe betont. Der Chor ist eingezogen und hat einen Fünfachtelschluss. Im nordöstlichen und südöstlichen Segment ist je ein Rundbogenfenster mit einer Fasche, die in zwei parallel verlaufende Lisenen übergehen, die sich zwischen Sockel und Voute erstrecken.
Das Kirchenschiff hat einen rechteckigen Grundriss. An der geraden Ostseite sind zwei hohe Rundbogenfenster, darunter eine rundbogenförmige Blende. Colberg verwandte auch hier dieselbe Formensprache, bestehend aus Fasche und Lisene. Die Nord- und Südseite des Langhauses sind identisch aufgebaut. Nach Osten bzw. Westen sind drei hohe Rundbogenfenster, die sich fast über die gesamte Fassadenhöhe erstrecken. In der Mitte ist ein kleineres, in seiner Form aber identisches und hochgestelltes Fenster. Darunter ist eine gedrückt-segmentbogenförmige Pforte. Das Schiff ist mit einem schlichten Satteldach gedeckt, darin zwei Fledermausgauben.
Der Hauptzugang erfolgt von Westen her an der ansonsten fensterlosen Fassade. Dort ist ein Portal, das über eine dreistufige Treppe erreichbar ist. Oberhalb erhebt sich der deutlich eingezogene und in seinem Grundriss quadratische Kirchturm. Im unteren Bereich ist je eine rundbogenförmige Klangarkade, darüber eine Turmuhr gefolgt von einem Gesims. Oberhalb sind an jeder Seite drei gekuppelte Rundbogenöffnungen, darüber ein flaches Pyramidendach mit einem Kreuz. Der Gesamteindruck des Bauwerks wird im Dehio-Handbuch als „nüchtern“ bezeichnet.

## Ausstattung

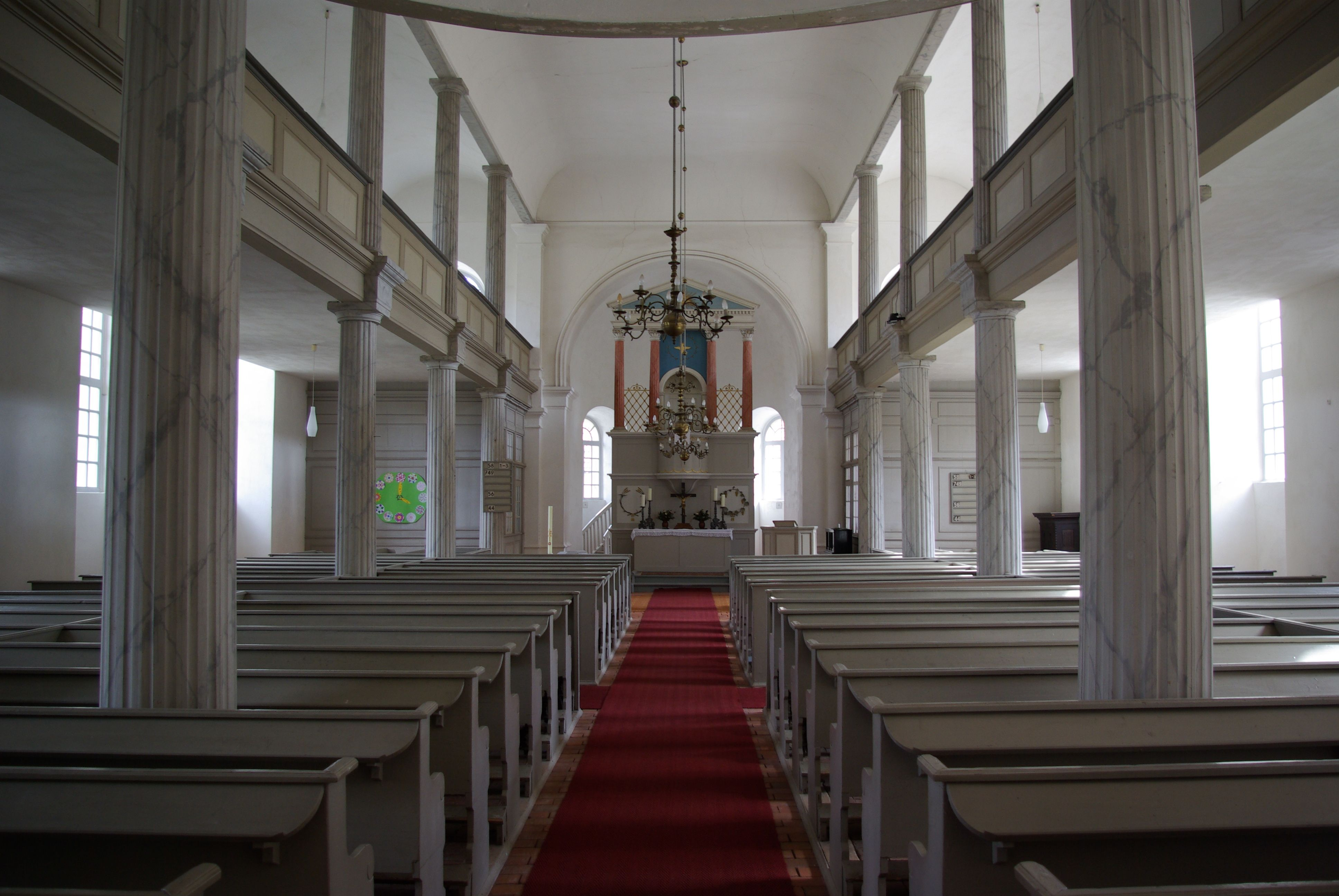
Blick ins Kirchenschiff Richtung Chor

Die Kirchenausstattung stammt weitgehend aus der Bauzeit. Dazu gehören ein im Dehio-Handbuch als „monumental“ bezeichneter Kanzelaltar mit einem halbrunden Kanzelkorb aus der Zeit um 1820. Die Fünte aus Marmor entstand 1859. Im Pfarrhaus befinden sich weiterhin zwei Tafelbilder aus Altgolßen. Die Gemälde aus dem Jahr 1586 zeigen Christian von Stutterheim und seine Frau Katharina. In der Denkmaldatenbank des Brandenburgischen Landesamts für Denkmalpflege und Archäologischen Landesmuseums (BLDAM) wird das Werk Lucas Cranach dem Jüngeren zugeschrieben. Das Dehio-Handbuch äußert sich vorsichtiger und spricht von einem Werk aus der Cranach-Schule.

## Orgel

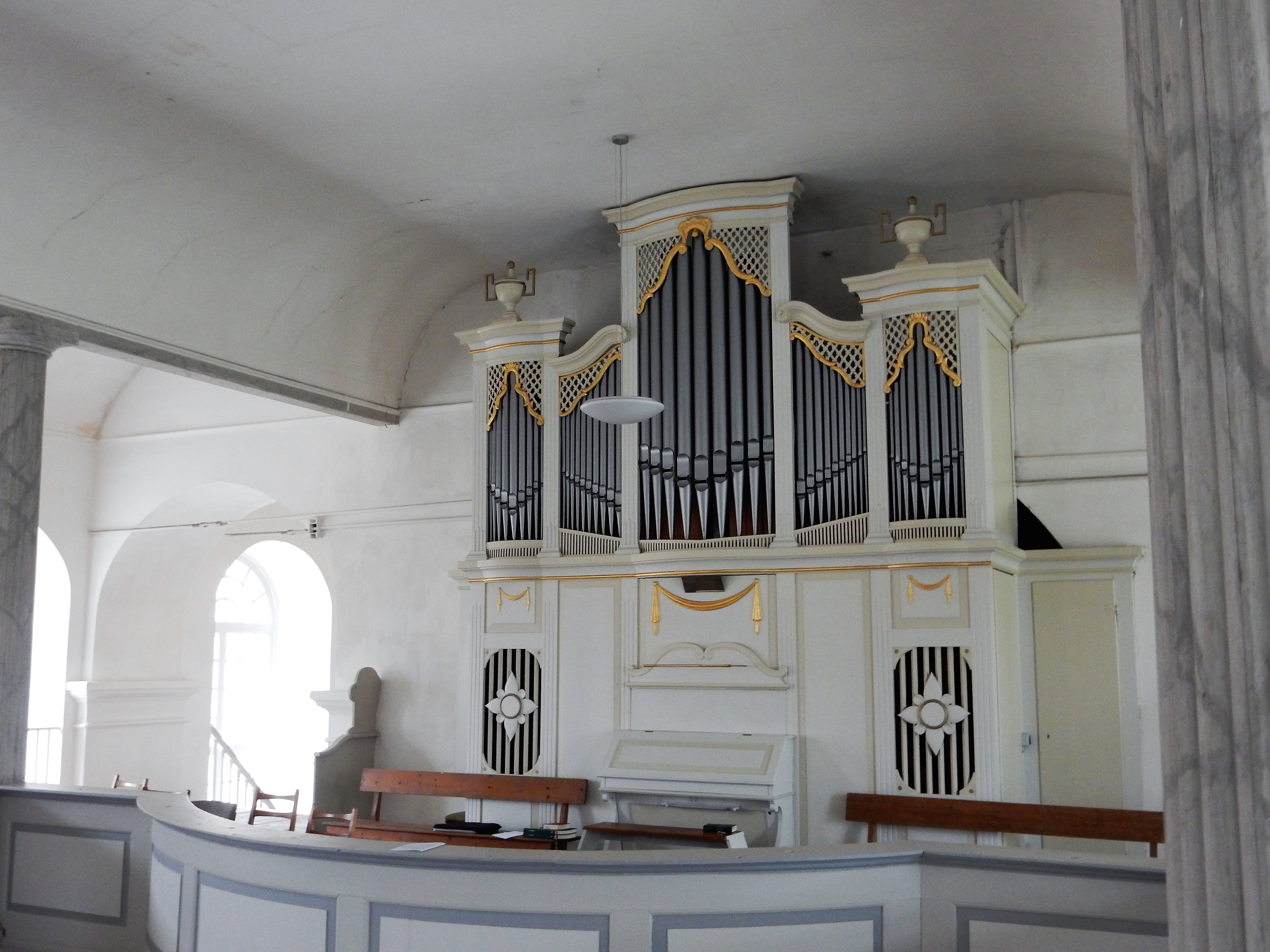
Schuke-Orgel

Die zweireihigen Emporen unterteilen das Gebäude in drei Schiffe; dabei springt die Westempore halbrund hervor. Dort steht eine Orgel aus der Werkstatt Alexander Schuke Potsdam Orgelbau mit einem vasengekrönten Prospekt der Vorgängerorgel. Johann Christoph Schröther hatte im Jahr 1820 eine Orgel mit klassizistischem Prospekt gebaut, der übernommen wurde. Schukes Opus 45 entstand wohl im Jahr 1898; Schuke hingegen gibt das Baujahr 1907 an. Das Instrument wurde 2010 von Christian Scheffler restauriert.
Die ursprüngliche Disposition im Jahr 1908 lautete:
| I Manual C–f3 |     |
| Bordun        | 16′ |
| Prinzipal     | 8′  |
| Hohlflöte     | 8′  |
| Gambe         | 8′  |
| Gemshorn      | 8′  |
| Octave        | 4′  |
| Cornett III   |     |

| II Manual C–f3 |    |
| Prinzipal      | 8′ |
| Gedackt        | 8′ |
| Salicional     | 8′ |
| Aeoline        | 8′ |
| Flauto amabile | 4′ |
| Fugara         | 4′ |

| Pedal C–d1 |     |
| Prinzipal  | 16′ |
| Subbass    | 16′ |
| Prinzipal  | 8′  |

- Koppeln: II/I, I/P, II/P

Diese wurde 1950 geändert in:
| I Manual C–f3 |        |
| Bordun        | 16′    |
| Prinzipal     | 8′     |
| Hohlflöte     | 8′     |
| Octave        | 4′     |
| Gemshorn      | 4′     |
| Quinte        | 2 3⁄3′ |
| Cornett III   |        |

| II Manual C–f3 |    |
| Prinzipal      | 8′ |
| Gedackt        | 8′ |
| Salicional     | 8′ |
| Aeoline        | 8′ |
| Flauto amabile | 4′ |
| Fugara         | 4′ |

| Pedal C–d1 |     |
| Prinzipal  | 16′ |
| Subbass    | 16′ |
| Prinzipal  | 8′  |